# Jalgaon (Buldhana)
Jalgaon (o Jalgaon Jamod) è una città dell'India di 26.275 abitanti, situata nel distretto di Buldhana, nello stato federato del Maharashtra. In base al numero di abitanti la città rientra nella classe III (da 20.000 a 49.999 persone).

## Geografia fisica
La città è situata a 21° 04' 13 N e 76° 32' 14 E.

## Società

### Evoluzione demografica
Al censimento del 2001 la popolazione di Jalgaon assommava a 26.275 persone, delle quali 13.609 maschi e 12.666 femmine. I bambini di età inferiore o uguale ai sei anni assommavano a 3.767, dei quali 1.927 maschi e 1.840 femmine. Infine, coloro che erano in grado di saper almeno leggere e scrivere erano 18.029, dei quali 10.154 maschi e 7.875 femmine.